# Peter Boeve
Peter Boeve (Uddel, 14 maart 1957) is een Nederlands voetbaltrainer en voormalig voetballer, die het grootste deel van zijn carrière speelde voor AFC Ajax. Hij speelde van 1982 tot en met 1986 zestien keer in het Nederlands voetbalelftal.

## Voetballer
Als linksback werd Peter Boeve op 23 april 1979 door AFC Ajax gehaald van Vitesse, zijn contract ging in per 1 juli 1979. De verdediging van Ajax had destijds veel te kampen met blessures. De verdediger was vooral erg snel en constructief en offensief zeer sterk. Dit paste goed in het spelsysteem van Ajax waar verdedigers in konden schuiven bij de aanval. Boeve zou zijn basisplaats als opkomende linksback lang behouden en 296 officiële wedstrijden spelen voor de club waarvan 228 in de competitie. Op 10 februari 1980 scoorde Boeve Ajax' 2000ste eredivisiegoal sinds de invoering van de eredivisie in seizoen 1956/1957 (hoewel door sommige bronnen beweerd wordt dat het Karel Bonsink was). Boeve scoorde 0-2 in de wedstrijd Haarlem-Ajax (1-3-eindstand). Bij Ajax werd Boeve 4 maal landskampioen (1979/80, 1981/82, 1982/83, 1984/1985), 4 maal 2e (1980/81, 1985/86, 1986/87, (1987/88)) en 1 maal 3e (1983/84, met een achterstand van slechts 1 qua punten en 2 qua doelsaldo op nummer 2, PSV, 51 tegen 52 punten, doelsaldo +54 (100-46) tegen +56 (88-32)). 5 maal was Boeve met Ajax bekerfinalist (1979/80, 1980/81, 1982/83, 1985/86, 1986/87, waarvan de laatste 3 seizoenen als bekerwinnaar). In 1979/80 werd een halve finale Europacup I bereikt (doelcijfers +23 (31-8)) en in 1986/87 werd de Europacup II gewonnen. In de 8 seizoenen 1979/80 tot en met 1986/87 werden in de eredivisie als doelsaldi achtereenvolgens behaald: +36 (77-41), +34 (88-54), +75 (117-42), +65 (106-41), +54 (100-46), +47 (93-46), +85 (120-35), +62 (92-30). Enkele memorabele uitslagen waren: Ajax-Feyenoord 8-2 (1983/84, 18-9-1983, 27 jaar lang de grootste nederlaag van Feyenoord tot oktober 2010, nog steeds de grootste zege van Ajax op Feyenoord), Ajax-Red Boys Differdange 14-0 (1984/85, 3-10-1984, de grootste zege van een Nederlandse club in 1 wedstrijd in een Europacup-toernooi, evenaring van het Europese record uit 1963/64, Sporting Lissabon-APOEL Nicosia 16-1, 15 goals verschil, werd net gemist), Ajax-Sparta 9-0 (1985/86, 8-12-1985, grootste nederlaag van Sparta Rotterdam, evenaring: Ajax-Sparta 9-0,  2000/01, 18-3-2001). Op 16 september 1987 raakte Boeve geblesseerd in de wedstrijd tegen het Ierse Dundalk FC. Bij een ongelukkige botsing met een tegenstander brak hij een rib en liep hij een geperforeerde long op. Hij zou nooit meer terugkeren in het eerste elftal. Na een aantal wedstrijden in het tweede elftal besloot hij het vanaf half november 1987 nog te proberen bij het Belgische Beerschot VAC.
Peter Boeve werd als een van de beste linksbacks van zijn generatie beschouwd (in constructief en offensief opzicht), en hij kwam 16 maal uit voor het Nederlands elftal.

## Trainer
Na het beëindigen van zijn actieve loopbaan als voetballer is Boeve actief geworden als trainer. Aanvankelijk bij amateurclubs zoals DOVO, daarna is hij overgestapt naar het betaald voetbal. Daar had hij niet de successen die hij als speler had gekend. Als hoofdtrainer begon hij bij RKC Waalwijk. Na twee jaar werd hij ontslagen en ging hij aan de slag als assistent-trainer bij Willem II met de succesvolle hoofdcoach Co Adriaanse. Samen maakten zij na een jaar de overstap naar Ajax (juli 2000). In december 2001 werden beiden daar ontslagen wegens tegenvallende resultaten.
In 2002 werd Boeve voor twee jaar coach van FC Zwolle. Nadat hij daar ontslagen werd is hij weer amateurclubs gaan trainen. Met ingang van 1 juli 2007 was Boeve actief in het betaalde voetbal als de nieuwe coach van FC Omniworld uit Almere. Hier werd hij op 28 januari 2009 ontslagen wegens tegenvallende resultaten. Met ingang van het seizoen 2011/12 werd hij assistent van hoofdtrainer Darije Kalezic bij het Belgische SV Zulte Waregem. Op 13 januari 2012 werd Boeve, nadat al eerder Kalezic op straat werd gezet, bedankt voor bewezen diensten. In september 2013 werd hij assistent bij AS Trenčín, de club van zijn oud-ploegmakker bij Ajax tussen juli 1979 en juli 1982, Tscheu La Ling.
Tot 2017 was Boeve trainer van zaterdaghoofdklasser CSV Apeldoorn

## Nevenactiviteiten
Op 14 december 2010 werd Boeve gekozen in de ledenraad van Ajax, net als oud-ploeggenoten Keje Molenaar en Dick Schoenaker. Dit gebeurde na een oproep van Johan Cruijff en een initiatief van Keje Molenaar om meer oud-voetballers in de ledenraad te krijgen. Oud-ploeggenoot Edo Ophof trok zich op het allerlaatste moment terug. Hij vervulde een rol in een commissie, die de aandelen van profvoetbalclub NEC Nijmegen beheerde. Van de KNVB mocht niemand functies bij twee verschillende profclubs hebben.

## Privé
Boeve heeft drie kinderen en in 2020 had hij vier kleinkinderen. Hij woont met zijn vrouw Hanneke in zijn geboorteplaats.

## Voetbalcarrière
| Seizoen | Club          | Land      | Competitie     | Wed. | Goals |
| ------- | ------------- | --------- | -------------- | ---- | ----- |
| 1975/76 | Vitesse       | Nederland | Eerste divisie | 1    | 0     |
| 1976/77 | Vitesse       | Nederland | Eerste divisie | 3    | 0     |
| 1977/78 | Vitesse       | Nederland | Eredivisie     | 14   | 2     |
| 1978/79 | Vitesse       | Nederland | Eredivisie     | 19   | 0     |
| 1979/80 | Ajax          | Nederland | Eredivisie     | 24   | 0     |
| 1980/81 | Ajax          | Nederland | Eredivisie     | 24   | 0     |
| 1981/82 | Ajax          | Nederland | Eredivisie     | 34   | 4     |
| 1982/83 | Ajax          | Nederland | Eredivisie     | 29   | 1     |
| 1983/84 | Ajax          | Nederland | Eredivisie     | 30   | 3     |
| 1984/85 | Ajax          | Nederland | Eredivisie     | 32   | 3     |
| 1985/86 | Ajax          | Nederland | Eredivisie     | 31   | 1     |
| 1986/87 | Ajax          | Nederland | Eredivisie     | 22   | 2     |
| 1987/88 | Ajax          | Nederland | Eredivisie     | 2    | 0     |
| 1987/88 | Beerschot VAC | België    | Eerste klasse  | 13   | 0     |
| Totaal  | Totaal        | Totaal    | Totaal         | 278  | 16    |

- Nederland: 16 interlands.

## Trainerscarrière
| Seizoen | Club             | Land      | Competitie     | Functie           |
| ------- | ---------------- | --------- | -------------- | ----------------- |
| 1994/95 | VV DOVO          | Nederland | Eerste klasse  | Hoofdtrainer      |
| 1995/96 | DVS'33           | Nederland | Eerste klasse  | Hoofdtrainer      |
| 1996/97 | DVS '33          | Nederland | Eerste klasse  | Hoofdtrainer      |
| 1996/97 | SBV Vitesse      | Nederland | Eredivisie     | Jeugdtrainer      |
| 1997/98 | RKC Waalwijk     | Nederland | Eredivisie     | Hoofdtrainer      |
| 1998/99 | RKC Waalwijk     | Nederland | Eredivisie     | Hoofdtrainer      |
| 1999/00 | Willem II        | Nederland | Eredivisie     | Assistent-trainer |
| 2000/01 | AFC Ajax         | Nederland | Eredivisie     | Assistent-trainer |
| 2001/02 | AFC Ajax         | Nederland | Eredivisie     | Assistent-trainer |
| 2002/03 | FC Zwolle        | Nederland | Eerste divisie | Hoofdtrainer      |
| 2003/04 | FC Zwolle        | Nederland | Eerste divisie | Hoofdtrainer      |
| 2007/08 | FC Omniworld     | Nederland | Eerste divisie | Hoofdtrainer      |
| 2008/09 | FC Omniworld     | Nederland | Eerste divisie | Hoofdtrainer      |
| 2011/12 | SV Zulte Waregem | België    | Eerste klasse  | Assistent-trainer |

## Erelijst
| Competitie                |        |                                    |      |      |
| Competitie                | Aantal | Jaren                              |      |      |
| Ajax                      | Ajax   | Ajax                               | Ajax | Ajax |
| ------------------------- | ------ | ---------------------------------- | ---- | ---- |
| Internationaal            |        |                                    |      |      |
| European Cup Winners' Cup | 1x     | 1986/87                            |      |      |
| Nationaal                 |        |                                    |      |      |
| Eredivisie                | 4x     | 1979/80, 1981/82, 1982/83, 1984/85 |      |      |
| KNVB beker                | 3x     | 1982/83, 1985/86, 1986/87          |      |      |